# スタイリクス
スタイリクス（すたいりくす、STYLICS）は、株式会社フォー・ディー・コーポレーションが展開するインテリアショップ。本社所在地は、新宿区新宿。
2002年6月にサービスを開始。
限られた展示品を販売するという伝統的な家具小売りから、入手可能なアイテムを限りなく広げて、コーディネーターと一緒にカタログから選定するという新しいスタイルの販売形態を確立。その結果、国内外の家具・カーテン・照明・ラグなど70,000点以上を揃え、インテリアショップとしては国内最多級の品揃えを実現している。
独自のシステムで教育されたコーディネーターによる無料コーディネートサービスは、美容院のように気軽に相談しながら家具を選定していくステップが特徴。店内ではその場でPCを駆使した3Dシミュレーションサービスも無料で行っている。また、通常の家具販売に加え、家具レンタルサービスを提供しており、家具選定の自由度の高さや、経済的メリットなど他に類を見ない特徴的なシステムとなっている。
webにも力を入れており、インテリアに関する豆知識やノウハウがメルマガを通じて配信されている他、様々なウェブサイトにコンテンツを提供している。

## 会社概要
- 社名 株式会社フォー・ディー・コーポレーション
- 設立　2000年1月
- 所在地　東京都新宿区新宿3－17－5
- 代表取締役　小幡　毅

## 店舗
- 新宿店（東京都新宿区新宿3-17-5 カワセビル９F